# كويلة
الكويلة (الاسم العلمي: Coilia) هي جنس من الأسماك تتبع الفصيلة البلمية من رتبة الصابوغيات.

## أنواع الكويلة
- كويلة بورنيونية
- كويلة قصيرة الفك
- كويلة كومانسية
- كويلة ذهبية النقط
- كويلة غراي
- كويلة ليندمانية
- كويلة كبيرة الفك
- كويلة لحوية
- كويلة يابانية
- كويلة مهملة
- كويلة رمكاراتية
- كويلة متعددة الأصابع
- كويلة رينالدية